# ヨアン・プレ
ヨアン・プレ（Yohann Pelé、1982年11月4日 - ）は、フランス・セーヌ＝エ＝マルヌ県ブルー＝シュル＝シャントレーヌ出身のサッカー選手。ポジションはGK。
兄のスティーヴン・プレも、ル・マンやグルノーブルなどに在籍したサッカー選手（DF）である。

## 経歴
2002-03シーズンにデビュー。デビュー戦のFCイストル戦を1-0の完封で飾る。2004-05シーズンからル・マンの正GKとなり、チームのリーグ・アン昇格に貢献した。リーグ・アンデビューとなった05-06シーズンには好セーブを連発して脆さの見られる守備組織を支え続け、最終節のオリンピック・リヨン戦にて8失点を喫するまでリーグ最少失点(37節終了時で28失点)という結果を残し、チームの1部残留に貢献した。
シーズン終了後はアーセナルFCなど、多くのトップクラブから注目を集めたもののチームに残留。06-07シーズン以降は時折不安定なプレーを見せるものの、絶対的な守護神としてル・マンのゴールマウスを守り続けた。なおル・マンでは07-08シーズンまで松井大輔とともにプレーした。
2009年6月29日に10年間在籍したル・マンを離れ、FCジロンダン・ボルドーへと去ったセドリック・カラッソの後釜としてトゥールーズFCへ4年契約で移籍した。
2010年10月12日の練習中に体調不良を訴え、検査の結果「肺血栓塞栓症」と診断され、チームを離れることになった。その後2シーズン出場機会はなく2012年5月9日に退団が発表された。
フランス代表としては2008年10月14日の親善試合・チュニジア戦で初招集を受けるも出場機会はなく、現在に至るまで出場したことはない。